# Jerry Garcia

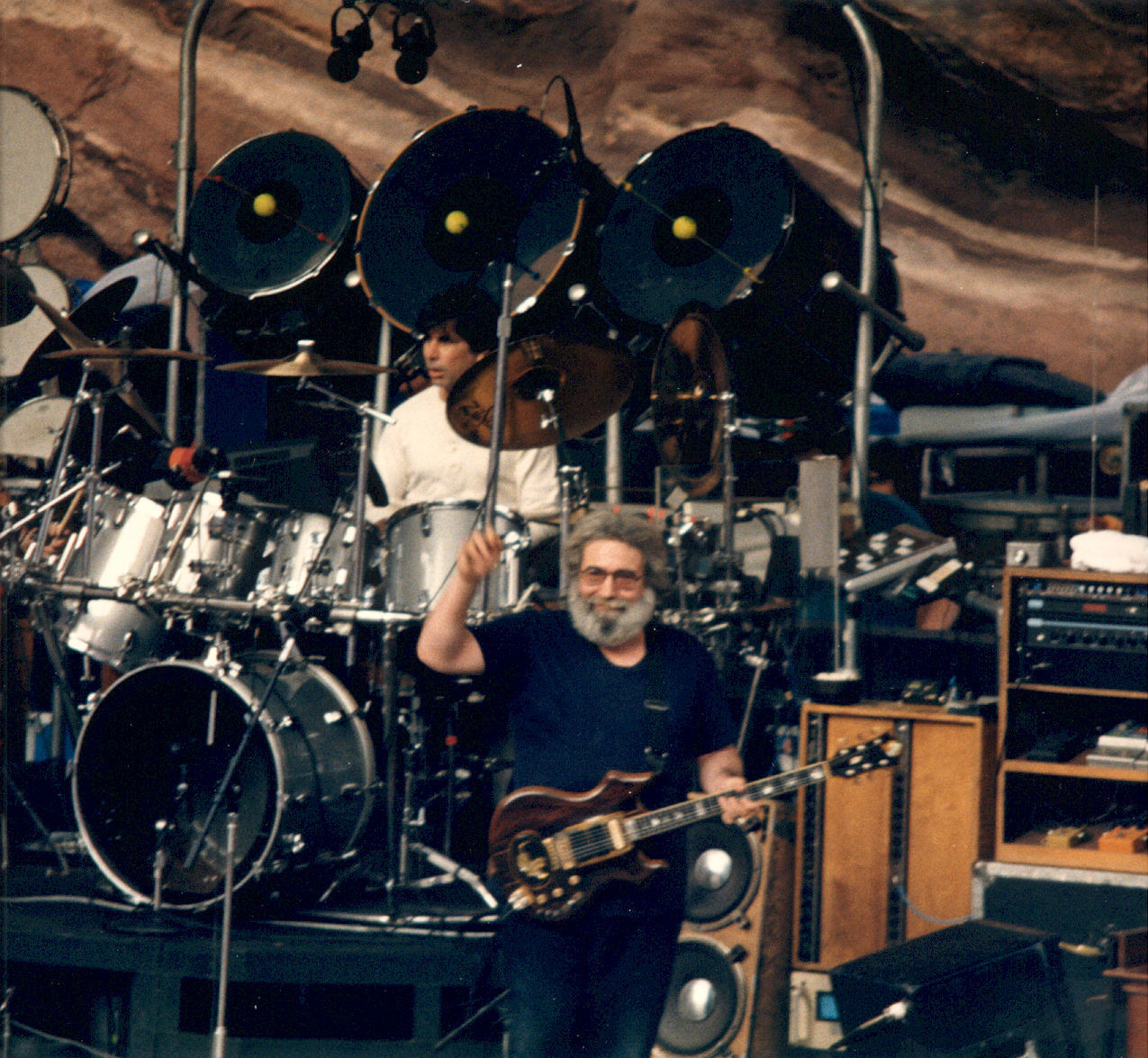
Jerry Garcia tijdens een optreden van The Grateful Dead, 1987

Jerome John (Jerry) Garcia (San Francisco, 1 augustus 1942 – Forest Knolls, 9 augustus 1995) was een Amerikaans muzikant die voornamelijk bekend geworden is als zanger en gitarist van Grateful Dead.
Garcia had geleerd snaarinstrumenten te spelen, dit ondanks het feit dat hij als kind een deel van zijn rechtermiddelvinger was kwijtgeraakt bij een ongeval met houthakken. Hij verliet de middelbare school in 1960 zonder diploma en ging in het leger. Na enkele maanden werd hij ontslagen na een aantal keren zonder verlof afwezig te zijn geweest, en twee keer voor de krijgsraad te zijn gedaagd.
Samen met Robert Hunter - die later de belangrijkste tekstschrijver van the Grateful Dead zou worden - ging Garcia aan de slag als muzikant en gaf hij gitaar- en banjoles. Hij speelde in die tijd voornamelijk bluegrass en folk. In 1964 sloot hij zich aan bij Mother McCree's Uptown Jug Champions, waar ook Bob Weir en Ron McKernan in speelden. Een jaar later zou deze band zich omdopen in The Warlocks, en nog iets later in Grateful Dead. Garcia speelde elektrische gitaar.
In de loop der jaren zou Garcia naast Grateful Dead in meerdere andere bands actief zijn, waaronder de Jerry Garcia Band. Tevens bleef hij folk en bluegrass spelen, onder anderen met David Grisman. Ook speelde hij jazz, en speelde met Merl Saunders en Howard Wales, en werkte mee aan een album van saxofonist Ornette Coleman. In het nummer Teach your children van Crosby, Stills, Nash & Young speelt hij pedal steel guitar.
Behalve muzikant was Garcia ook schilder. Zijn schilderijen vormden de basis voor een succesvolle reeks stropdassen.
Jerry Garcia was drie keer getrouwd, en was vader van vier dochters. In 1995 stierf hij als gevolg van een hartaanval, in een afkickcentrum.
- Biblioteca Nacional de España: XX890730
- Bibliothèque nationale de France: cb13966327p (data)
- CiNii: DA08800190
- Gemeinsame Normdatei: 119278367
- International Standard Name Identifier: 0000 0000 8115 081X
- Library of Congress Control Number: nr91045129
- MusicBrainz: 1ecff755-607d-4130-9a8a-8873f27e5de5
- Bibliotheek van het Japanse parlement: 00440516
- Nationale Bibliotheek van Tsjechië: jn20000700588
- Nationale Bibliotheek van Israël: 987007450311005171
- Nederlandse Thesaurus van Auteursnamen: 097816353
- LIBRIS: 213118
- SNAC: w6fb5w39
- Système universitaire de documentation: 085491551
- Virtual International Authority File: 36777071
- WorldCat: E39PBJrRdJMxjwX4vtGCgRt3Qq